# Amílcar (nombre)
Amílcar es un nombre propio masculino de origen germánico en su variante en español. El nombre proviene de Amílcar Barca, estadista y general cartaginés, padre de Aníbal. Deriva del germánico Melkart, uno de los atributos del dios Baal, y significa "rey de la gran ciudad".

## Variantes
| Español   | Amílcar               |
| Alemán    | Hamilkar              |
| Italiano  | Amílkar               |
| Catalán   | Amílcar               |
| Checo     | Hamilkar              |
| Danés     | Hamilkar              |
| Eslovaco  | Hamilkar              |
| Esperanto | Hamilkar              |
| Euskera   | Amilkar               |
| Finlandés | Hamilkar              |
| Francés   | Hamilcar              |
| Galés     | Hamilcar              |
| Gallego   | Hamílcar              |
| Georgiano | ჰამილკარ (Hamilkar)   |
| Griego    | Αμίλκας (Amílkas)     |
| Hebreo    | חמילקרת (Hamylkart)   |
| Holandés  | Hamilcar              |
| Húngaro   | Hamilkár              |
| Inglés    | Hamilcar              |
| Latín     | Hamilcar              |
| Lituano   | Hamilkaras            |
| Noruego   | Hamilcar              |
| Polaco    | Hamilkar              |
| Portugués | Amílcar               |
| Rumano    | Hamilcar              |
| Ruso      | Гамилькар (Gamil'kar) |
| Serbio    | Хамилкар (Hamilkar)   |
| Sueco     | Hamilkar              |
| Turco     | Hamilcar              |